# Ogoniok
Ogoniok (rus Огонёк, guspira) és una de les revistes setmanals més antigues de Rússia.

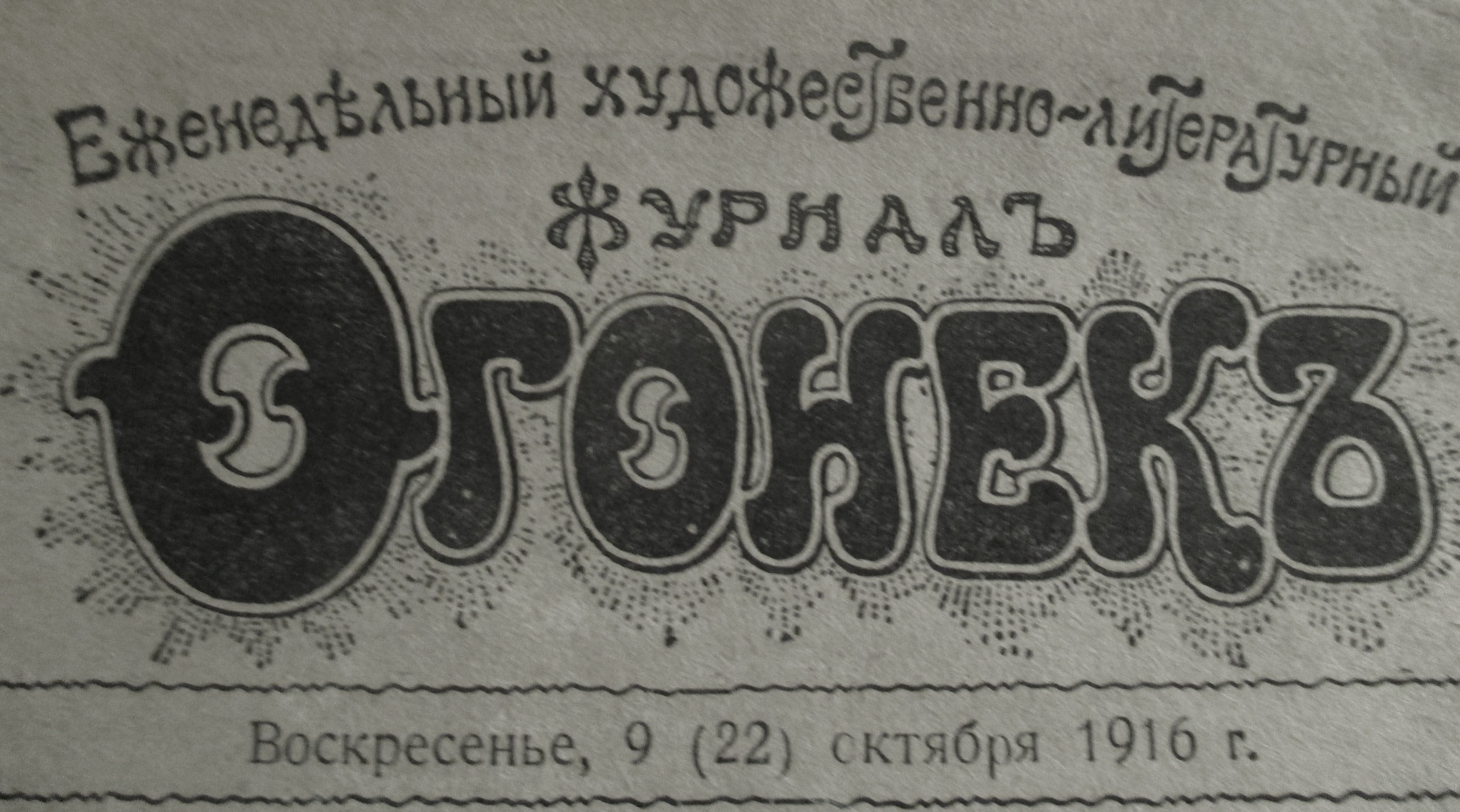
Logotip

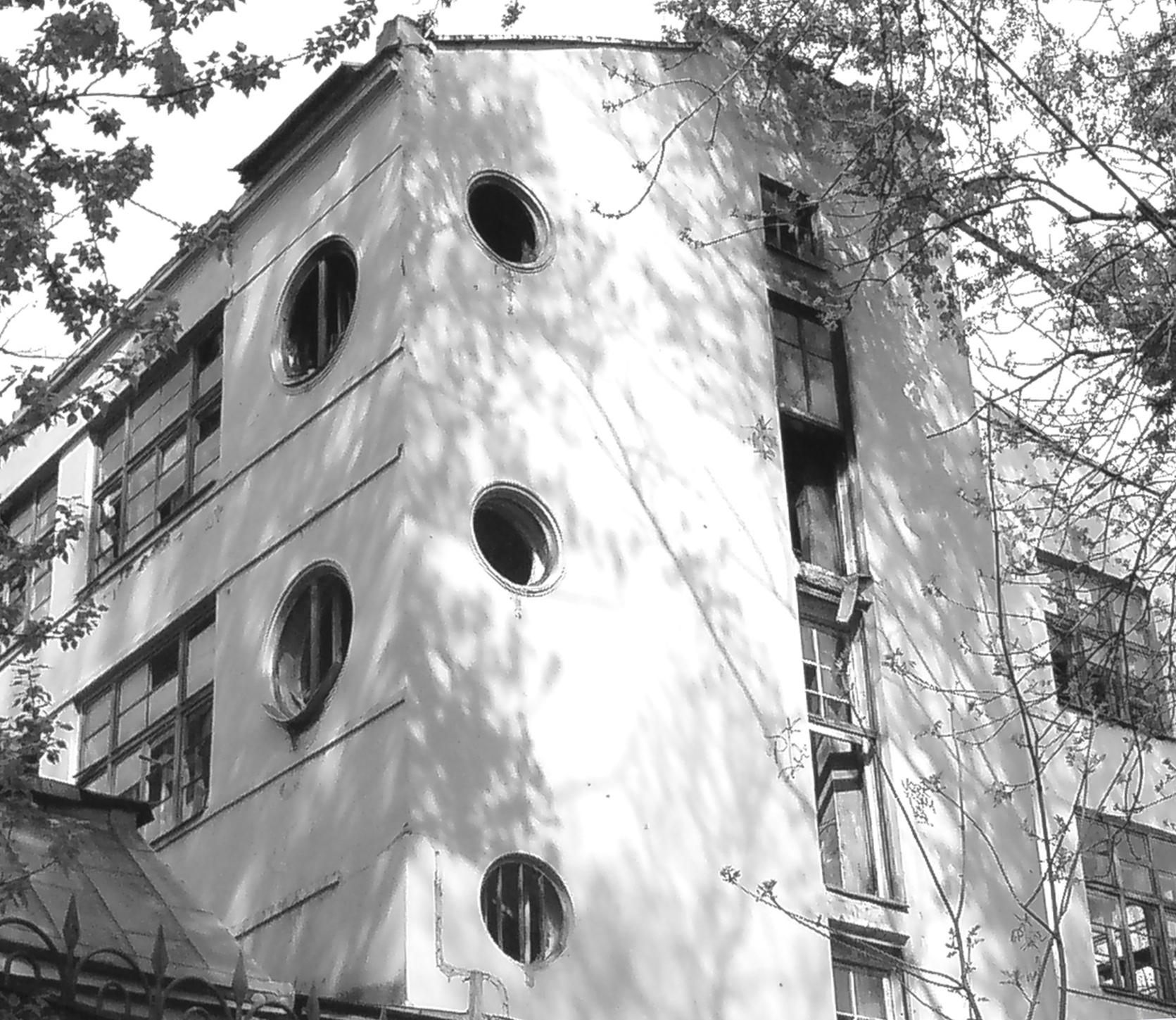
La casa editora d' Ogonyok dissenyada per El Lissitzky

## Història i perfil
"Ogoniok" ha publicat des de 21 de desembre [C.J. 9 de desembre] de 1899. Va ser restablerta a la Unió Soviètica el 1923 per Mikhaïl Koltsov. La seu es troba a Moscou. En 1957 la circulació de la revista va ser de 850.000 còpies.
La revista de colors va arribar al cim de la seva popularitat durant la perestroika, quan el seu redactor en cap Vitali Koròtitx "estava guiant Ogoniok a una posició pro-nord-americana i pro-capitalista". Aquests anys són objecte del llibre Small Fires: Letters From the Soviet People to Ogonyok Magazine 1987-1990 (Summit Books, NY, 1990) seleccionat i editat per Christopher Cerf, Marina Albee, i amb una introducció de Koròtitx. La revista va vendre 1.5 milions de còpies en 1987 i 4,6 milions de còpies en 1990.
A començaments de la dècada del 1990 Ogoniok era propietat de Borís Berezovski i la seva popularitat va començar a declinar. Va vendre 200.000 de còpies el 1993. Víktor Loixak, l'antic editor de Moskóvskie nóvosti, fou nomenat editor en 2003. El 2004 va ser publicat per l'editorial russa OVA-PRESS. A la fi de la gran recessió a Rússia el gener de 2009, la publicació va ser suspesa a causa d'un canvi de propietat.
Després d'un descans de quatre mesos, la publicació d' Ogoniok es va reprendre el 18 de maig de 2009, per Kommersant Publishing Group. El primer número publicat per Kommersant és el 5079è Ogoniok des de 1899.

## Redactors en cap
- Mikhaïl Koltsov (1923–1938)
- Ievgueni Petrov (1938–1942)
- Aleksei Surkov (1945–1953)
- Anatoli Sofrónov (1953–1986)
- Vitali Koròtitx (1986–1991)
- Lev Gusxin (1992–1997)
- Vladimir Txernov (1998–2003)
- Viktor Lotsak (2003–2004)
- Vladislav Vdovin (2004–2009)
- Serguei Agafónov (2012–)